# Saint-Désert
Saint-Désert este o comună în departamentul Saône-et-Loire, Franța. În 2009 avea o populație de 904 de locuitori.

## Evoluția populației
| An        | 1975 | 1982 | 1990 | 1999 | 2006 | 2009 |
| --------- | ---- | ---- | ---- | ---- | ---- | ---- |
| Populație | 650  | 710  | 805  | 853  | 897  | 904  |